# IC 1978
IC 1978 је спирална галаксија у сазвјежђу Часовник која се налази на листи објеката дубоког неба у Индекс каталогу.
Деклинација објекта је - 50° 9' 4" а ректасцензија 3h 37m 5,5s. Привидна величина (магнитуда) објекта IC 1978 износи 14,9 а фотографска магнитуда 15,7. IC 1978 је још познат и под ознакама ESO 200-52, PGC 13350.